# Palazzo Tocco
Il Palazzo Tocco è un edificio di valore storico e architettonico di Napoli, sito in via Atri del quartiere San Lorenzo.

## Storia e descrizione
Il palazzo risulta essere la fusione completata nel 1631 di tre case più antiche, situate fra l'attuale via Atri e via dei Tribunali, effettuata su commissione della famiglia Tocco, dei principi di Montemiletto. Il processo di accorpamento comprese anche la piccola chiesa di San Ligoritiello che fu abbattuta per la realizzazione dell'androne. Tra il 1711 e il 1724 ebbe un'ultima profonda ristrutturazione.
Si presenta come un edificio di tre piani (l'ammezzato, il nobile e il superiore) con basamento in bugnato liscio. Si accede a esso tramite un portale dall'arco a tutto sesto in piperno su via Atri. Superato l'androne voltato a botte, si ha il cortile a pianta rettangolare, sulla cui parete destra si ha lo scalone che conserva le cornici degli archi in piperno d'epoca seicentesca. All'imbocco della scala vi sono due spegni-torcia in piperno, ognuno dei quali reca un'iscrizione, una che si riferisce alla famiglia Tocco e l'altra alla famiglia proprietaria successiva, i Postiglione.
I prospetti esterni, caduti in uno stato di grave fatiscenza, sono stati restaurati tra il 2022 e il 2025.
Al giorno d'oggi, ospita delle abitazioni private, oltre alla famosa pizzeria di Gino Sorbillo sita nel piano ammezzato su via dei Tribunali.